# 古今內衣

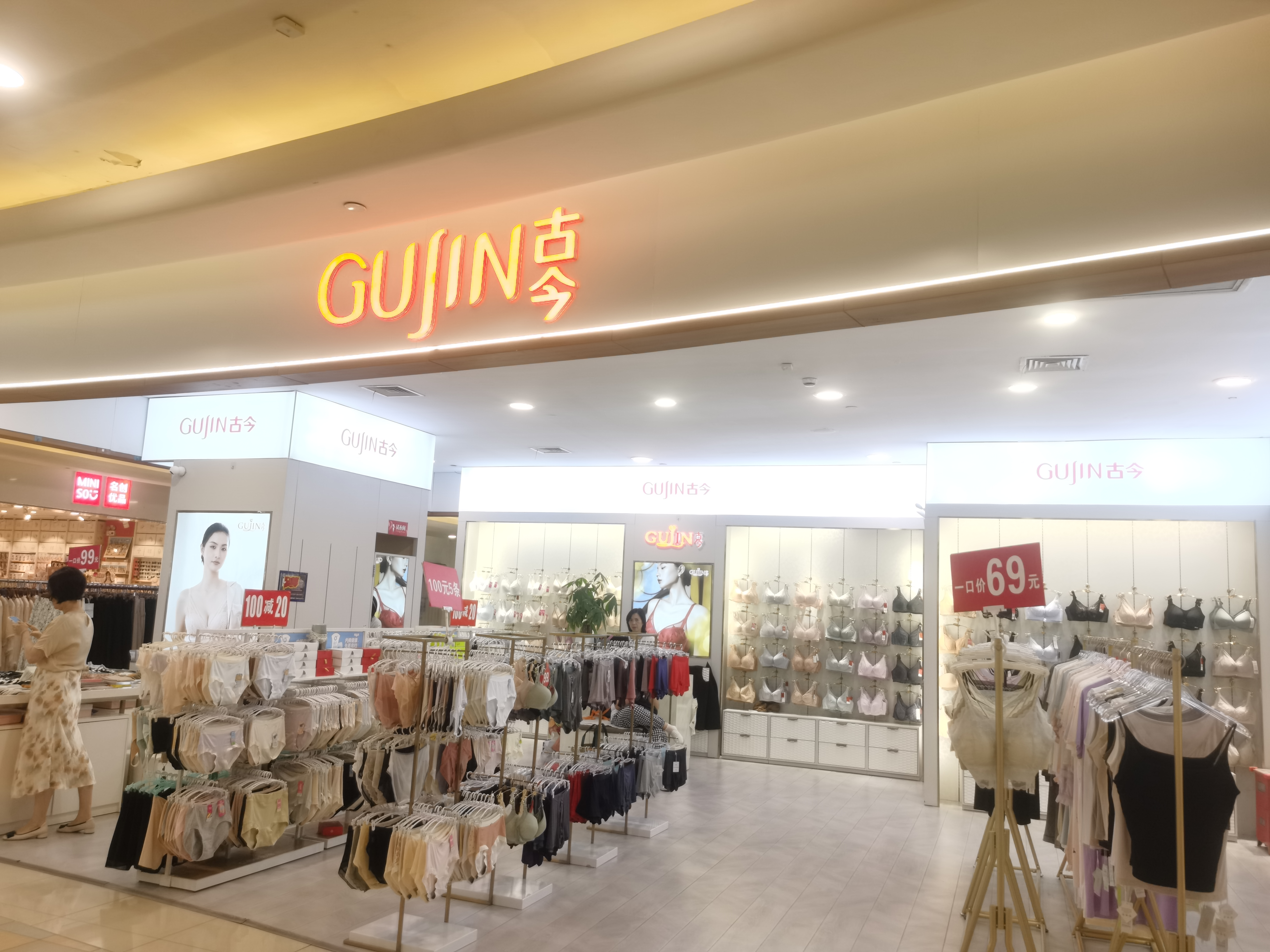
江苏省苏州市的一家专卖店

古今內衣是一家總部位於中國上海的女式內衣連鎖店。

## 历史
1940年代，一位俄羅斯人在霞飛路開設了胸罩店鋪。1956年，公私合營，店鋪更名為古今胸罩店。文革期间，古今胸罩店暫停銷售胸罩，轉而銷售羊毛衫。文革結束後，古今胸罩店恢復銷售胸罩。1989年，古今註冊為商標。古今胸罩店先後更名上海古今胸罩公司、上海古今内衣公司、上海古今内衣有限公司、上海古今内衣集团有限公司。截止2020年代，古今內衣門店達到1300多家。古今內衣曾獲評中国名牌产品、国家免检产品、中国驰名商标、中華老字號。